# Women and Children First
| Recensione | Giudizio |
| ---------- | -------- |
| AllMusic   |          |

Women and Children First è il terzo album in studio del gruppo musicale statunitense Van Halen, pubblicato il 26 marzo 1980 dalla Warner Bros. Records.
L'album raggiunse il 6º posto della Billboard 200, e ha venduto oltre tre milioni di copie negli Stati Uniti.
Nel giugno del 2017 la rivista Rolling Stone ha collocato l'album al 36º posto tra i 100 migliori album metal di tutti i tempi.

## Tracce
Testi e musiche di David Lee Roth, Eddie van Halen, Alex van Halen e Michael Anthony.
1. And the Cradle Will Rock... – 3:31
2. Everybody Wants Some!! – 5:05
3. Fools – 5:55
4. Romeo Delight – 4:19
5. Tora! Tora! (strumentale) – 0:57
6. Loss of Control – 2:36
7. Take Your Whiskey Home – 3:09
8. Could This Be Magic? – 3:08
9. In a Simple Rhyme – 4:18
10. Growth – 0:19 – traccia fantasma

## Singoli
- And the Cradle Will Rock... (1980)
- Everybody Wants Some!! (1980)

## Formazione

### Gruppo
- David Lee Roth – voce
- Eddie van Halen – chitarra, cori, pianoforte elettrico in And the Cradle Will Rock...
- Michael Anthony – basso, cori
- Alex van Halen – batteria, percussioni

### Altri musicisti
- Nicolette Larson – cori in Could This Be Magic?

### Produzione
- Ted Templeman – produzione
- Donn Landee, Gene Meros – ingegneria del suono
- Gregg Geller – mastering
- Jo Motta – coordinatore di produzione
- Richard Seireeni – direzione artistica
- Norman Seeff – copertina
- Helmut Newton – fotografia

## Classifiche
| Classifica (2021) | Posizione massima |
| ----------------- | ----------------- |
| Ungheria          | 34                |